# Danh sách phối ngẫu nước Pháp

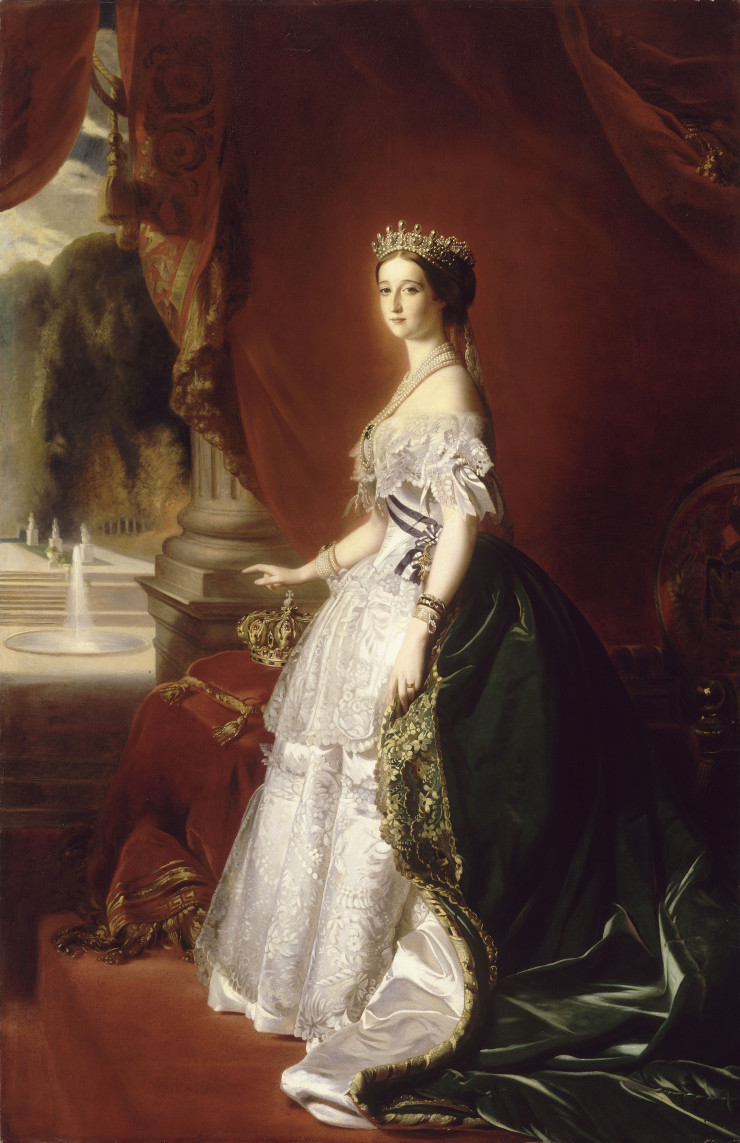
Eugenia xứ Montijo, Hoàng hậu của Đế quốc Pháp. Một trong ba vị "Hoàng hậu" trong lịch sử Pháp, và cũng là người cuối cùng.

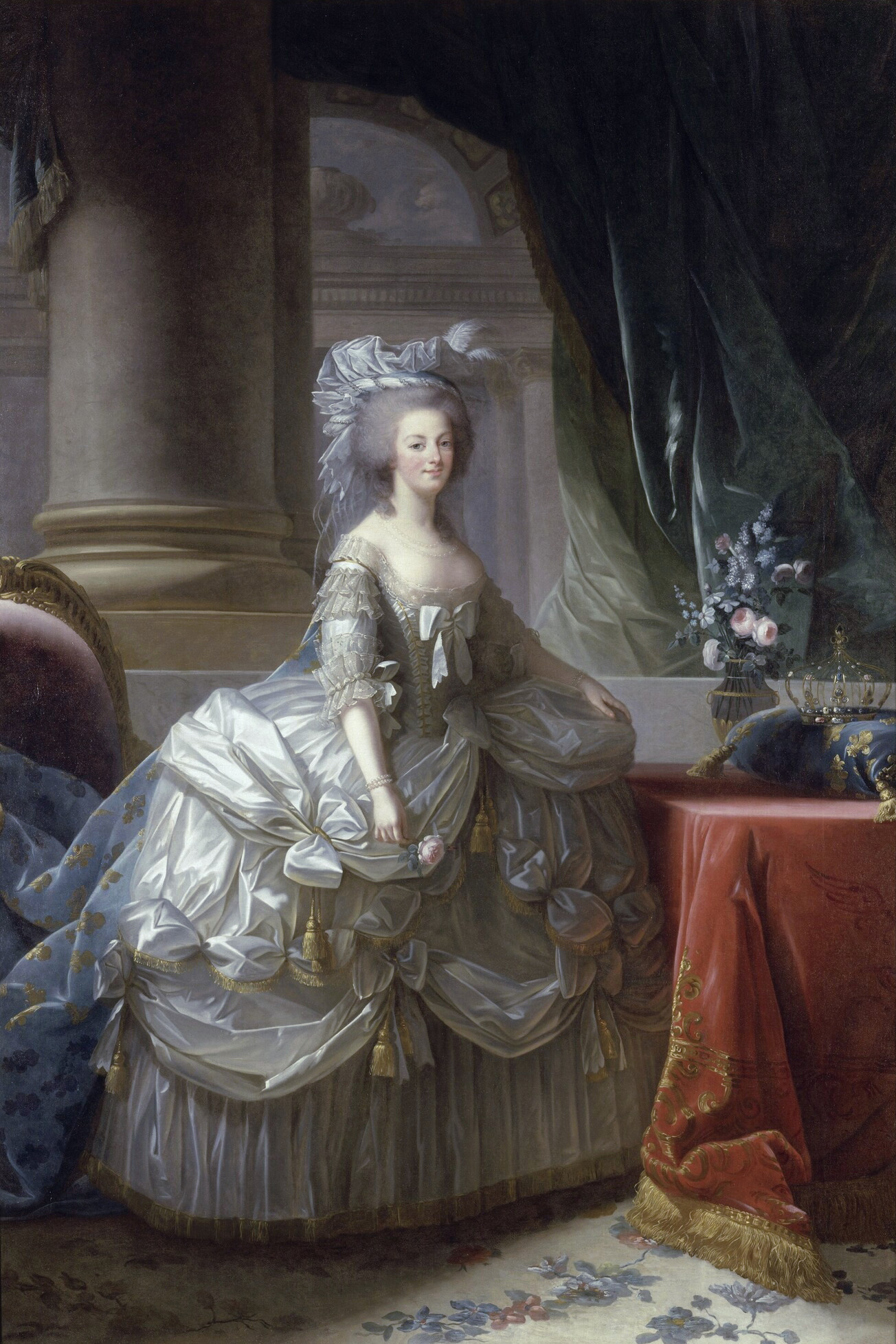
Maria Antonia của Áo, Vương hậu của Quốc vương Louis XVI của Pháp, bị xử tử trong Cách mạng Pháp. Bà là "Vương hậu" chính thức cuối cùng.

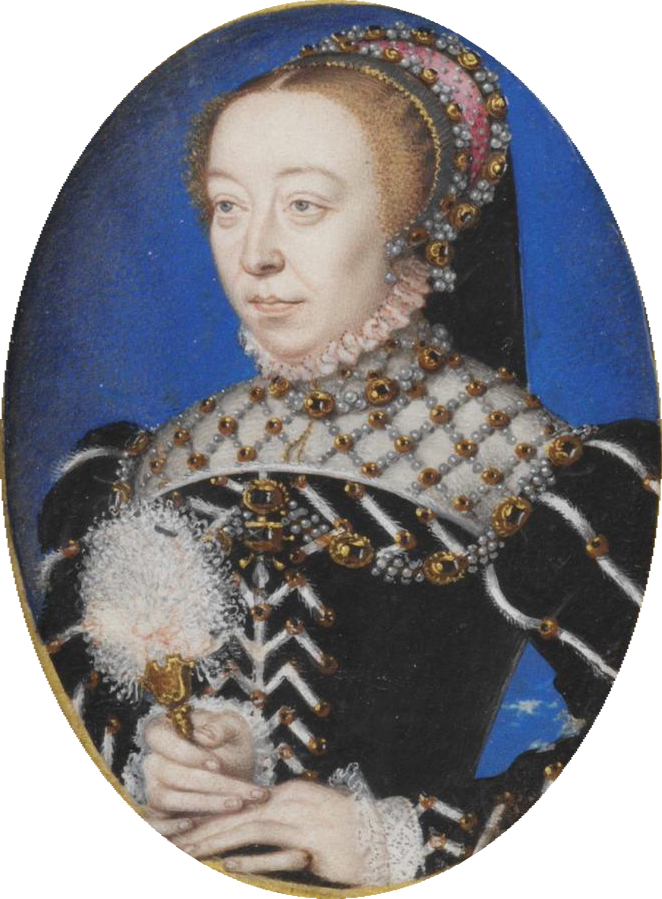
Caterina de' Medici là nhiếp chính cho cả chồng và các con trai.

Đây là danh sách những người phụ nữ đã từng là Vương hậu hoặc Hoàng hậu của chế độ quân chủ Pháp. Tất cả các quân chủ của Pháp đều là nam giới, mặc dù một số phụ nữ đã cai trị nước Pháp như là nhiếp chính, do đó lịch sử Pháp chưa từng có Nữ vương hay Nữ hoàng.
Trong lịch sử Pháp, đã có 53 phụ nữ đã kết hôn với các quân chủ nước Pháp: 49 vị Vương hậu và 3 vị Hoàng hậu.
Ingeborg của Đan Mạch và Anna I xứ Breizh từng là Vương hậu nước Pháp hơn một lần. Maria Giuseppina Luisa của Savoia là một Vương hậu trên lý thuyết trong thời kỳ Cộng hòa và Vương gia, nhưng bà chưa bao giờ là vợ của người đứng đầu trên thực tế của nhà nước Pháp, vì chồng bà là Louis XVIII của Pháp có gây tranh cãi về pháp lý. Do vậy, danh vị Vương hậu của Maria Giuseppina Luisa chưa bao giờ được công nhận một cách chính thống.
Từ năm 1285 đến năm 1328, Vương miện của Vương quốc Navarra và Pháp đã được thống nhất nhờ vào cuộc hôn nhân của Juana I của Navarra với Philippe IV của Pháp, và bởi sự kế vị của ba người con trai của họ, Louis X, Philippe V và Charles IV. Do đó, vợ của ba vị vua này là Vương hậu của Pháp cũng như của Navarra. Tuy nhiên, sự qua đời của Charles IV mà không có con trai để nối dõi, ngai vàng Navarra đã tách khỏi ngai vàng Pháp cho đến năm 1589, khi Enrique III của Navarra trở thành Henri IV của Pháp. Sau khi Henri IV kế vị, vợ của ông, Marguerite của Pháp, người đã là Vương hậu của Navarra, cũng trở thành Vương hậu của Pháp.
Và dù Vương miện của Navarra sáp nhập với Vương miện của Pháp vào năm 1620, nhưng các vị vua Pháp vẫn tiếp tục tự xưng là Vua Navarra cho đến năm 1791. Danh hiệu của Vua Navarra được tái lập với Sự phục hồi năm 1814, nhưng liền sau bị hủy bỏ khi Cách mạng Pháp xảy ra năm 1830. Các phối ngẫu của những người trị vì thuộc dòng họ Bonaparte và Orleans đã không sử dụng danh hiệu này.

## Những Vương hậu với tư cách là một nhiếp chính
Nhiều Vương hậu của Pháp đóng vai trò là nhiếp chính cho chồng hoặc con của họ trong thời kỳ thiểu số của những Vương tử chưa đủ tuổi kế thừa Vương quốc hoặc khi chồng của họ ra nước ngoài có việc:
- Anna xứ Kiev, 1060–66, trong thời niên thiếu của con trai, Philippe I.
- Adèle xứ Champagne, 1190-92, trong khi con trai bà đang tham gia cuộc Thập tự chinh thứ ba
- Blanca của Castilla:
  - 1226-1234: Trong thời niên thiếu của con trai Louis IX
  - 1248-1252: Trong thời gian vắng mặt con trai Louis IX trong cuộc thập tự chinh.
- Jeanne Què quặt, người thường nắm quyền cai trị khi chồng là Philippe VI đi chiến đấu.
- Isabeau xứ Bavaria (không nhất quán trong khoảng thời gian từ 1393-1420), trong thời gian chồng là Charles VI phát điên. Trong thời gian đó, bà tranh giành quyền lực với các chú và anh em của chồng mình.
- Caterina de' Medici:
  - 1552: Trong khi chồng Henri II của Pháp rời vương quốc vì chiến dịch Metz
  - 1560–1563: Trong thời niên thiêu của con trai thứ hai, Charles IX
  - 1574: Trong thời gian con trai thứ ba, Henri III của Pháp, ở Ba Lan
- Maria de' Medici, 1610-1614 trong thời niên thiếu của con trai, Louis XIII
- Ana của Áo: 1643–1651, trong thời niên thiếu của con trai Louis XIV
- Hoàng hậu Eugenia, 3 lần cho chồng, Napoléon III, trong thời gian ông vắng mặt.

Một nhân vật gây tranh cãi khác là Madame de Maintenon - tình nhân, sau là vợ của Louis XIV của Pháp. Bà đã kết hôn bí mật với Nhà vua khoảng mùa đông năm 1685 và 1686, chứng kiến bởi François de Harlay de Champvallon, Tổng giám mục Paris. Dù rất nhiều chứng cứ ghi nhận sự tồn tại của cuộc hôn nhân, song vì truyền thống quý tiện kết hôn ở Châu Âu quá gắt gao, khiến cuộc hôn nhân này không bao giờ được xác nhận công khai, nên Madame de Maintenon chưa bao giờ hưởng tước vị Vương hậu.

## Triều đại Carolinger
| Hình Ảnh | Tên                    | Cha                              | Mẹ                     | Ngày sinh          | Kết hôn            | Ngày trở thành Vương hậu       | Đăng quang | Kết thúc chức danh Vương hậu   | Mất                                   | Phu quân    |
| -------- | ---------------------- | -------------------------------- | ---------------------- | ------------------ | ------------------ | ------------------------------ | ---------- | ------------------------------ | ------------------------------------- | ----------- |
|          | Ermentrude xứ Orléans  | Eudes, Bá tước xứ Orléans        | Engeltrude de Fézensac | 823                | 842                | 842                            | Không có   | 869                            | 869                                   | Charles II  |
|          | Richilde xứ Provence   | Bivin xứ Gorze                   |                        | khoảng 845         | 870                | 870                            | Không có   | Ngày 5 hoặc 6 tháng 10 năm 877 | 2 tháng 6 năm 910                     | Charles II  |
|          | Adélaïde xứ Paris      | Adalhard của Paris               |                        | khoảng 850 đến 853 | Tháng 2 năm 875    | Ngày 5 hoặc 6 tháng 10 năm 877 | Không có   | 10 tháng 4 879                 | 10 tháng 11 901                       | Louis II    |
|          | Richardis              | Erchanger, Bá tước xứ Nordgau    |                        | khoảng năm 840     | 862                | 12 tháng 12 năm 884            | Không có   | 13 tháng 1 năm 888             | 18 tháng 9, khoảng từ năm 894 đến 896 | Charles Béo |
|          | Théodrate xứ Troyes    |                                  |                        | 868                | trước năm 885      | Tháng 2 năm 888                | Không có   | 1 tháng 1 năm 898              | 903                                   | Eudes I     |
|          | Frederuna              | Thiadrich xứ Ringelheim          | Gisela của Lotharingia | 887                | 907                | 907                            | Không có   | 917                            | 917                                   | Charles III |
|          | Eadgifu xứ Wessex      | Edward Cả của Anh                | Ælfflæd                | 902                | 7 tháng 11 năm 919 | 7 tháng 11 năm 919             | Không có   | 922                            | sau năm 955                           | Charles III |
|          | Béatrice xứ Vermandois | Herbert I, Bá tước xứ Vermandois | Bertha                 | khoảng năm 880     | 895                | 922                            | Không có   | 923                            | sau 931                               | Robert I    |
|          | Emma của Pháp          | Robert I của Pháp                | Aelis                  | 894                | 921                | 13 tháng 7 năm 923             | Không có   | 934                            | 934                                   | Raoul       |
|          | Gerberga xứ Sachsen    | Heinrich của Đức                 | Mathilde xứ Ringelheim | khoảng năm 913     | 939                | 939                            | Không có   | 10 tháng 10 năm 954            | 5 tháng 5 năm 984                     | Louis IV    |
|          | Emma của Ý             | Lothair II của Ý                 | Adelaide của Ý         | khoảng năm 948     | 965                | 965                            | Không có   | 26 tháng 3 năm 986             | ?                                     | Lothaire    |
| Hình ảnh | Tên                    | Cha                              | Mẹ                     | Ngày sinh          | Kết hôn            | Ngày trở thành Vương hậu       | Đăng quang | Kết thúc chức danh Vương hậu   | Mất                                   | Phu quân    |

## Triều đại Capetian

### Nhánh chính Capet
| Hình ảnh | Tên                     | Cha                                     | Mẹ                         | Ngày sinh                  | Kết hôn              | Ngày trở thành Vương hậu | Đăng quang                          | Kết thúc chức danh Vương hậu                                    | Mất                  | Phu quân     | Vương hiệu                                                      |
| -------- | ----------------------- | --------------------------------------- | -------------------------- | -------------------------- | -------------------- | ------------------------ | ----------------------------------- | --------------------------------------------------------------- | -------------------- | ------------ | --------------------------------------------------------------- |
|          | Adélaïde xứ Aquitaine   | Guillaume III, Công tước xứ Aquitaine   | Gerloc                     | khoảng năm 945             | 970                  | 3 tháng 7 năm 987        |                                     | 24 tháng 11 năm 996                                             | 1004                 | Hugues       | Không có                                                        |
|          | Rozala của Ý            | Berengario II của Ý                     | Willa xứ Toscana           | khoảng năm 937             | 988 hoặc 989         | 996                      |                                     | 996                                                             | 7 tháng 2 năm 1003   | Robert II    | Không có                                                        |
|          | Berthe xứ Bourgogne     | Conrad I của Bourgogne                  | Mathilde của Pháp          | khoảng năm 952             | 996                  | 996                      |                                     | 1000                                                            | 1035 (?)             | Robert II    | Không có                                                        |
|          | Constance xứ Arles      | Guillaume I, Bá tước xứ Provence        | Adélaïde-Blanche xứ Anjou  | 986                        | 1003                 | 1003                     |                                     | 20 tháng 7 năm 1031                                             | 25 tháng 7 năm 1034  | Robert II    | Không có                                                        |
|          | Mathilde xứ Friesland   | Liudolf, Phiên hầu xứ Friesland         | Gertrud xứ Braunschweig    | khoảng năm 1024            | 1034                 | 1034                     |                                     | 1044                                                            | 1044                 | Henri I      | Không có                                                        |
|          | Anna xứ Kiev            | Yaroslav I, Đại Thân vương xứ Kiev      | Ingegerd Olofsdotter       | khoảng năm 1024            | 19 tháng 5 năm 1051  | 19 tháng 5 năm 1051      | 19 tháng 5 năm 1051                 | 4 tháng 8 năm 1060                                              | 1075                 | Henri I      | Không có                                                        |
|          | Bertha xứ Holland       | Floris I, Bá tước xứ Holland            | Gertrud xứ Sachsen         | khoảng năm 1055            | 1072                 | 1072                     |                                     | 1092                                                            | 1094                 | Philippe I   | Không có                                                        |
|          | Bertrade xứ Montfort    | Simon I xứ Montfort                     | Agnès xứ Évreux            | khoảng năm 1070            | 15 tháng 5 năm 1092  | 15 tháng 5 năm 1092      |                                     | 29 tháng 7 năm 1108                                             | 1117                 | Philippe I   | Không có                                                        |
|          | Adélaïde xứ Maurienne   | Humbert II, Bá tước xứ Savoia           | Gisèle xứ Bourgogne        | 1092                       | 3 tháng 8 năm 1115   | 3 tháng 8 năm 1115       |                                     | 1 tháng 8 năm 1137                                              | 18 tháng 11 năm 1154 | Louis VI     | Không có                                                        |
|          | Aliénor xứ Aquitaine    | Guillaume X, Công tước xứ Aquitaine     | Aénor de Châtellerault     | 1122                       | 22 tháng 7 năm 1137  | 1137                     | 25 tháng 12 năm 1137                | 21 tháng 3 năm 1152 Tiêu hôn để làm Vương hậu Anh với Henri II. | 1 tháng 4 năm 1204   | Louis VII    | Không có                                                        |
|          | Constanza xứ Castilla   | Alfonso VII của León và Castilla        | Berenguera xứ Barcelona    | 1141                       | 1154                 | 1154                     | 1154                                | 1160                                                            | 1160                 | Louis VII    | Không có                                                        |
|          | Adèle xứ Champagne      | Theobald II, Bá tước xứ Champagne       | Mathilde xứ Kärnten        | khoảng năm 1140            | 1164                 | 1164                     | ?                                   | 18 tháng 9 năm 1180                                             | 4 tháng 6 năm 1206   | Louis VII    | Không có                                                        |
|          | Isabelle xứ Hainaut     | Baudouin V, Bá tước xứ Hainaut          | Margaretha I xứ Vlaanderen | 5 tháng 4 năm 1170         | 1180                 | 1180                     | 29 tháng 5 năm 1180                 | 1190                                                            | 1190                 | Philippe II  |                                                                 |
|          | Ingeborg của Đan Mạch   | Valdemar I của Đan Mạch                 | Sofia xứ Minsk             | 1175                       | 15 tháng 8 năm 1193  | 15 tháng 8 năm 1193      | 25 tháng 8 năm 1193                 | 5 tháng 11 năm 1193 Ly thân                                     | 29 tháng 7 năm 1236  | Philippe II  |                                                                 |
|          | Agnes xứ Meranien       | Berthold IV, Công tước xứ Meranien      | Agnes xứ Rochlitz          | khoảng năm 1175            | Tháng 6 năm 1196     | Tháng 6 năm 1196         | ?                                   | 1200 Phế truất                                                  | 20 tháng 8 năm 1201  | Philippe II  |                                                                 |
|          | Ingeborg của Đan Mạch   | Valdemar I của Đan Mạch                 | Sofia xứ Minsk             | 1175                       | 15 tháng 8 năm 1193  | 1200 tái giá             |                                     | 14 tháng 7 năm 1223 Chồng qua đời                               | 29/7/ 1236           | Philippe II  |                                                                 |
|          | Blanca xứ Castilla      | Alfonso VIII của Castilla               | Eleanor của Anh            | 4 tháng 3 năm 1188         | 22 tháng 5 năm 1200  | 14 tháng 7 năm 1223      | 6 tháng 8 năm 1223                  | 8 tháng 11 năm 1226                                             | 26 tháng 1 năm 1252  | Louis VIII   |                                                                 |
|          | Marguerite xứ Provence  | Raimond Bérenger IV xứ Provence         | Beatrice của Savoia        | khoảng năm 1221            | 27 tháng 5 năm 1234  | 27 tháng 5 năm 1234      | ?                                   | 25 tháng 8 năm 1270                                             | 21 tháng 12 năm 1295 | Louis IX     |                                                                 |
|          | Isabel xứ Aragón        | Chaime I của Aragón                     | Jolán của Hungary          | 1247                       | 28 tháng 5 năm 1262  | 25 tháng 8 năm 1270      | Không kịp đăng quang thì đã qua đời | 28 tháng 1 năm 1271                                             | 28 tháng 1 năm 1271  | Philippe III |                                                                 |
|          | Marie xứ Brabant        | Hendrik III, Công tước xứ Brabant       | Adélaïde xứ Bourgogne      | 1254                       | 21 tháng 8/ năm 1274 | 21 tháng 8/ năm 1274     | 24 tháng 6 năm 1275                 | 5 tháng 10 năm 1285                                             | 10 tháng 1 năm 1321  | Philippe III |                                                                 |
|          | Juana I của Navarra     | Enrique I của Navarra                   | Blanche xứ Artois          | khoảng 14 tháng 1 năm 1271 | 16 tháng 8 năm 1284  | 5 tháng 10 năm 1285      | ?                                   | 4 tháng 4 năm 1305                                              | 4 tháng 4 năm 1305   | Philippe IV  |                                                                 |
|          | Marguerite xứ Bourgogne | Robert II xứ Bourgogne                  | Agnès của Pháp             | 1290                       | 23 tháng 9 năm 1305  | 29 tháng 11 năm 1314     | Không đăng quang                    | 15 tháng 8 năm 1315                                             | 15 tháng 8 năm 1315  | Louis X      | Bị cầm tù trong thời gian trị vì của chồng do vụ Tour de Nesle. |
|          | Klemencia của Hungary   | Charles Martel xứ Anjou                 | Klementia của Áo           | 1293                       | 19 tháng 8 năm 1315  | 19 tháng 8 năm 1315      | 24 tháng 8 năm 1315                 | 5 tháng 6 năm 1316                                              | 12 tháng 10 năm 1328 | Louis X      |                                                                 |
|          | Jeanne II xứ Bourgogne  | Othon IV, Bá tước xứ Bourgogne          | Mahaut I xứ Artois         | 1291                       | 1307                 | 20 tháng 11 năm 1316     | 9 tháng 1 năm 1317                  | 3 tháng 1 năm 1322                                              | 21 tháng 1 năm 1330  | Philippe V   |                                                                 |
|          | Blanche xứ Bourgogne    | Othon IV, Bá tước xứ Bourgogne          | Mahaut I xứ Artois         | khoảng năm 1296            | 1308                 | 3 tháng 1 năm 1322       |                                     | 19 tháng 5 năm 1322                                             | Tháng 4 năm 1326     | Charles IV   | Bị cầm tù trong thời gian trị vì của chồng do vụ Tour de Nesle. |
|          | Maria xứ Luxembourg     | Heinrich VII, Hoàng đế La Mã thần thánh | Margaretha xứ Brabant      | 1304                       | 21 tháng 9 năm 1322  | 21 tháng 9 năm 1322      | 15 tháng 5 năm 1323                 | 26 tháng 3 năm 1324                                             | 26 tháng 3 năm 1324  | Charles IV   |                                                                 |
|          | Jeanne d'Évreux         | Louis, Bá tước xứ Évreux                | Marguerite xứ Artois       | 1310                       | 5 tháng 7 năm 1325   | 5 tháng 7 năm 1325       | 11 tháng 5 năm 1326                 | 1 tháng 2 năm 1328                                              | 4 tháng 3 năm 1371   | Charles IV   |                                                                 |
| Hình ảnh | Tên                     | Cha                                     | Mẹ                         | Ngày sinh                  | Kết hôn              | Ngày trở thành Vương hậu | Đăng quang                          | Kết thúc chức danh Vương hậu                                    | Mất                  | Phu quân     | Vương hiệu                                                      |

### Nhà Valois
| Hình ảnh | Tên                   | Cha                                | Mẹ                   | Ngày sinh           | Kết hôn             | Ngày trở thành Vương hậu          | Đăng quang          | Kết thúc chức danh Vương hậu       | Mất                 | Phu quân    | Vương hiệu |
| -------- | --------------------- | ---------------------------------- | -------------------- | ------------------- | ------------------- | --------------------------------- | ------------------- | ---------------------------------- | ------------------- | ----------- | ---------- |
|          | Jeanne xứ Bourrgogne  | Robert II xứ Bourgogne             | Agnès của Pháp       | 24 tháng 7 năm 1293 | tháng 7 năm 1313    | 1 tháng 2 hoặc 1 tháng 4 năm 1328 | 27 tháng 5 năm 1328 | 12 tháng 9 năm 1348                | 12 tháng 9 năm 1348 | Philippe VI |            |
|          | Blanca của Navarra    | Philippe III của Navarra           | Juana II của Navarra | 1330–1333           | 29 tháng 1 năm 1350 | 29 tháng 1 năm 1350               | Không có            | 22 tháng 8 năm 1350 Chồng qua đời  | 5 tháng 10 năm 1398 | Philippe VI |            |
|          | Jeanne I của Auvergne | Guillaume XII, Bá tước xứ Auvergne | Marguerite d'Évreux  | 8 tháng 5 năm 1326  | 13 tháng 2 năm 1349 | 22 tháng 8 năm 1350               | 26 tháng 9 năm 1350 | 29 tháng 9 năm 1360                | 29 tháng 9 năm 1360 | Jean II     |            |
|          | Jeanne xứ Bourbon     | Pierre I xứ Bourbon                | Isabelle xứ Valois   | 3 tháng 2 năm 1338  | 1350                | 8 tháng 4 năm 1364                | 19 tháng 5 năm 1364 | 4 tháng 2 năm 1378                 | 4 tháng 2 năm 1378  | Charles V   |            |
|          | Elisabeth xứ Bayern   | Stephan III xứ Bayern              | Taddea Visconti      | c. 1370             | 17 tháng 7 năm 1385 | 17 tháng 7 năm 1385               | 1389                | 21 tháng 10 năm 1422 Chồng qua đời | 24 tháng 9 năm 1435 | Charles VI  |            |
| Hình ảnh | Tên                   | Cha                                | Mẹ                   | Ngày sinh           | Kết hôn             | Ngày trở thành Vương hậu          | Đăng quang          | Kết thúc chức danh Vương hậu       | Mất                 | Phu quân    | Vương hiệu |

## Nhà Lancaster
Hậu quả của Chiến tranh Trăm năm, vài nguồn tài liệu đề cập Marguerite của Anjou, Vương hậu Anh là Vương hậu của Pháp, nhưng tính pháp lý của việc này gây tranh cãi. Tước vị của bà chỉ được công nhận ở những vùng lãnh thổ Pháp bị quân Anh thống trị.
| Hình ảnh | Tên                 | Cha               | Mẹ                     | Ngày sinh           | Kết hôn             | Ngày trở thành Vương hậu | Đăng quang | Kết thúc chức danh Vương hậu                                     | Mất                 | Phu quân         | Vương hiệu |
| -------- | ------------------- | ----------------- | ---------------------- | ------------------- | ------------------- | ------------------------ | ---------- | ---------------------------------------------------------------- | ------------------- | ---------------- | ---------- |
|          | Marguerite xứ Anjou | René I của Napoli | Isabelle I xứ Lorraine | 23 tháng 3 năm 1430 | 23 tháng 4 năm 1445 | 23 tháng 4 năm 1445      | Không có   | 19 tháng 10 năm 1453 Thất bại của Anh trong Chiến tranh Trăm Năm | 25 tháng 8 năm 1482 | Henry VI của Anh |            |
| Hình ảnh | Tên                 | Cha               | Mẹ                     | Ngày sinh           | Kết hôn             | Ngày trở thành Vương hậu | Đăng quang | Kết thúc chức danh Vương hậu                                     | Mất                 | Phu quân         | Vương hiệu |

## Triều đại Capet

### Nhà Valois
| Hình ảnh | Tên                | Cha                     | Mẹ                 | Ngày sinh            | Kết hôn              | Ngày trở thành Vương hậu | Đăng quang         | Kết thúc chức danh Vương hậu      | Mất                 | Phu quân     | Vương hiệu |
| -------- | ------------------ | ----------------------- | ------------------ | -------------------- | -------------------- | ------------------------ | ------------------ | --------------------------------- | ------------------- | ------------ | ---------- |
|          | Marie xứ Anjou     | Louis II xứ Anjou       | Violant của Aragón | 14 tháng 10 năm 1404 | 18 tháng 12 năm 1422 | 18 tháng 12 năm 1422     | ?                  | 22 tháng 7 năm 1461 Chồng qua đời | 1463                | Charles VII  |            |
|          | Carlotta xứ Savoia | Ludovico I xứ Savoia    | Anna của Síp       | 1443                 | 14 tháng 2 năm 1451  | 22 tháng 7 năm 1461      | ?                  | 30 tháng 8 năm 1483 Chồng qua đời | 1 tháng 12 năm 1483 | Louis XI     |            |
|          | Anna I của Breizh  | François II xứ Bretagne | Marguerite xứ Foix | 25 tháng 1 năm 1477  | 6 tháng 12 năm 1491  | 6 tháng 12 năm 1491      | 8 tháng 2 năm 1492 | 7 tháng 4 năm 1498 Chồng qua đời  | 9 tháng 1 năm 1514  | Charles VIII |            |
| Hình ảnh | Tên                | Cha                     | Mẹ                 | Ngày sinh            | Kết hôn              | Ngày trở thành Vương hậu | Đăng quang         | Kết thúc chức danh Vương hậu      | Mất                 | Phu quân     | Vương hiệu |

### Nhà Valois-Orléans
| Hình ảnh | Tên              | Cha                     | Mẹ                  | Ngày sinh           | Kết hôn             | Ngày trở thành Vương hậu            | Đăng quang           | Kết thúc chức danh Vương hậu     | Mất                 | Phu quân  | Vương hiệu |
| -------- | ---------------- | ----------------------- | ------------------- | ------------------- | ------------------- | ----------------------------------- | -------------------- | -------------------------------- | ------------------- | --------- | ---------- |
|          | Jeanne của Pháp  | Louis XI của Pháp       | Carlotta của Savoia | 23 tháng 4 năm 1464 | 8 tháng 9 năm 1476  | 7 tháng 4 năm 1498 Chồng đăng quang | Không có             | tháng 12 năm 1498 Tiêu hôn       | 4 tháng 2 năm 1505  | Louis XII |            |
|          | Anna I xứ Breizh | François II xứ Bretagne | Marguerite xứ Foix  | 25 tháng 1 năm 1477 | 8 tháng 1 năm 1499  | 8 tháng 1 năm 1499                  | 18 tháng 11 năm 1504 | 9 tháng 1 năm 1514               | 9 tháng 1 năm 1514  | Louis XII |            |
|          | Mary của Anh     | Henri VII của Anh       | Elizabeth xứ York   | 18 tháng 3 năm 1496 | 9 tháng 10 năm 1514 | 9 tháng 10 năm 1514                 | 5 tháng 11 năm 1514  | 1 tháng 1 năm 1515 Chồng qua đời | 25 tháng 6 năm 1533 | Louis XII |            |
| Hình ảnh | Tên              | Cha                     | Mẹ                  | Ngày sinh           | Kết hôn             | Ngày trở thành Vương hậu            | Đăng quang           | Kết thúc chức danh Vương hậu     | Mất                 | Phu quân  | Vương hiệu |

### Nhà Valois-Angoulême
| Hình ảnh | Tên                 | Cha                                        | Mẹ                              | Ngày sinh            | Kết hôn              | Ngày trở thành Vương hậu             | Đăng quang                                         | Kết thúc chức danh Vương hậu      | Mất                 | Phu quân    | Vương hiệu |
| -------- | ------------------- | ------------------------------------------ | ------------------------------- | -------------------- | -------------------- | ------------------------------------ | -------------------------------------------------- | --------------------------------- | ------------------- | ----------- | ---------- |
|          | Claude của Pháp     | Louis XII của Pháp                         | Anna I xứ Breizh                | 14 tháng 10 năm 1499 | 18 tháng 5 năm 1514  | 1 tháng 1 năm 1515 Chồng đăng quang  | 10 tháng 5 năm 1517                                | 20 tháng 7 năm 1524               | 20 tháng 7 năm 1524 | François I  |            |
|          | Leonor của Castilla | Philipp Đẹp trai                           | Juana I của Castilla            | 15 tháng 11 năm 1498 | 4 tháng 7 năm 1530   | 4 tháng 7 năm 1530                   | 5 tháng 3 năm 1532                                 | 31 tháng 3 năm 1547 Chồng qua đời | 25 tháng 2 năm 1558 | François I  |            |
|          | Caterina de' Medici | Lorenzo II de' Medici, Công tước xứ Urbino | Madeleine de La Tour d'Auvergne | 13 tháng 4 năm 1519  | 28 tháng 10 năm 1533 | 31 tháng 3 năm 1547 Chồng đăng quang | 10 tháng 6 năm 1549                                | 10 tháng 7 năm 1559 Chồng qua đời | 5 tháng 1 năm 1589  | Henri II    |            |
|          | Mary I của Scotland | James V của Scotland                       | Marie xứ Guise                  | 8 tháng 12 năm 1542  | 24 tháng 4 năm 1558  | 10 tháng 7 năm 1559 Chồng đăng quang | Không có Vì đã đăng quang là Nữ vương của Scotland | 5 tháng 12 năm 1560 Chồng qua đời | 8 tháng 2 năm 1587  | François II |            |
|          | Elisabeth của Áo    | Maximilian II của đế quốc La Mã Thần thánh | María của Tây Ban Nha           | 5 tháng 6 năm 1554   | 26 tháng 11 năm 1570 | 26 tháng 11 năm 1570                 | 25 tháng 3 năm 1571                                | 30 tháng 5 năm 1574 Chồng qua đời | 22 tháng 1 năm 1592 | Charles IX  |            |
|          | Louise xứ Lorraine  | Nicholas, Công tước xứ Mercœur             | Marguerite d'Egmont             | 30 tháng 4 năm 1553  | 13 tháng 2 năm 1575  | 13 tháng 2 năm 1575                  | Không có                                           | 2 tháng 8 năm 1589 Chồng qua đời  | 29 tháng 1 năm 1601 | Henri III   |            |
| Hình ảnh | Tên                 | Cha                                        | Mẹ                              | Ngày sinh            | Kết hôn              | Ngày trở thành Vương hậu             | Đăng quang                                         | Kết thúc chức danh Vương hậu      | Mất                 | Phu quân    | Vương hiệu |

### Nhà Bourbon
| Hình ảnh | Tên                          | Cha                                              | Mẹ                    | Ngày sinh           | Kết hôn                                            | Ngày trở thành Vương hậu             | Đăng quang          | Kết thúc chức danh Vương hậu           | Mất                          | Phu quân   | Vương hiệu |
| -------- | ---------------------------- | ------------------------------------------------ | --------------------- | ------------------- | -------------------------------------------------- | ------------------------------------ | ------------------- | -------------------------------------- | ---------------------------- | ---------- | ---------- |
|          | Marguerite của Pháp          | Henri II của Pháp                                | Caterina de' Medici   | 14 tháng 5 năm 1553 | 18 tháng 8 năm 1572                                | 2 tháng 8 năm 1589 Chồng đăng quang  | Không có            | 1599 Hủy hôn                           | 27 tháng 3 năm 1615          | Henri IV   |            |
|          | Maria de' Medici             | Francesco I de' Medici, Đại Công tước xứ Toscana | Johanna của Áo        | 26 tháng 4 năm 1573 | 5 tháng 10 năm? 1600                               | 5 tháng 10 năm? 1600                 | 13 tháng 5 năm 1610 | 14 tháng 5 năm 1610 Chồng qua đời      | 3 tháng 7 năm 1642           | Henri IV   |            |
|          | Ana của Tây Ban Nha          | Felipe III của Tây Ban Nha                       | Margarete của Áo      | 22 tháng 9 năm 1601 | 24 tháng 11 năm 1615                               | 24 tháng 11 năm 1615                 | Không có            | 14 tháng 5 năm 1643 Chồng qua đời      | 20 tháng 1 năm 1666          | Louis XIII |            |
|          | María Teresa của Tây Ban Nha | Felipe IV của Tây Ban Nha                        | Élisabeth của Pháp    | 10 tháng 9 năm 1638 | 9 tháng 6 năm 1660                                 | 9 tháng 6 năm 1660                   | Không có            | 30 tháng 7 năm 1683                    | 30 tháng 7 năm 1683          | Louis XIV  |            |
|          | Maria Leszczyńska của Ba Lan | Stanisław I của Ba Lan                           | Katarzyna Opalińska   | 23 tháng 6 năm 1703 | 4 tháng 9 năm 1725                                 | 4 tháng 9 năm 1725                   | Không có            | 24 tháng 6 năm 1768                    | 24 tháng 6 năm 1768          | Louis XV   |            |
|          | Maria Antonia của Áo         | Franz I, Hoàng đế La Mã Thần thánh               | Maria Theresia của Áo | 2 tháng 11 năm 1755 | 19 tháng 4 năm 1770 (ủy nhiệm) 16 tháng 5 năm 1770 | 10 tháng 5 năm 1774 Chồng đăng quang | Không có            | 21 tháng 9 năm 1792 Chồng bị phế truất | 16 tháng 10 năm 1793 Tử hình | Louis XVI  |            |
| Hình ảnh | Tên                          | Cha                                              | Mẹ                    | Ngày sinh           | Kết hôn                                            | Ngày trở thành Vương hậu             | Đăng quang          | Kết thúc chức danh Vương hậu           | Mất                          | Phu quân   | Vương hiệu |

## Nhà Bonaparte
| Hình ảnh | Tên                      | Cha                          | Mẹ                                 | Ngày sinh            | Kết hôn                                           | Ngày trở thành Hoàng hậu                          | Đăng quang          | Kết thúc chức danh Hoàng hậu      | Mất                  | Phu quân   | Hoàng hiệu |
| -------- | ------------------------ | ---------------------------- | ---------------------------------- | -------------------- | ------------------------------------------------- | ------------------------------------------------- | ------------------- | --------------------------------- | -------------------- | ---------- | ---------- |
|          | Joséphine de Beauharnais | Joseph-Gaspard Tascher       | Rose Claire des Vergers de Sannois | 23 tháng 6 năm 1763  | 9 tháng 3 năm 1796                                | 18 tháng 5 năm 1804 Chồng đăng quang              | 2 tháng 12 năm 1804 | 10 tháng 1 năm 1810 divorce       | 29 tháng 5 năm 1814  | Napoléon I |            |
|          | Maria Ludovica của Áo    | Franz II của Thánh chế La Mã | Maria Teresa của Napoli và Sicilia | 12 tháng 12 năm 1791 | 11 tháng 3 năm 1810 (ủy nhiệm) 1 tháng 4 năm 1810 | 11 tháng 3 năm 1810 (ủy nhiệm) 1 tháng 4 năm 1810 | Không có            | 6 tháng 4 năm 1814 Chồng thoái vị | 17 tháng 12 năm 1847 | Napoléon I |            |
| Hình ảnh | Tên                      | Cha                          | Mẹ                                 | Ngày sinh            | Kết hôn                                           | Ngày trở thành Hoàng hậu                          | Đăng quang          | Kết thúc chức danh Hoàng hậu      | Mất                  | Phu quân   | Hoàng hiệu |

## Triều đại Capetian

### Nhà Bourbon
| Hình ảnh | Tên                    | Cha                | Mẹ                   | Ngày sinh            | Kết hôn          | Ngày trở thành Vương hậu          | Đăng quang | Kết thúc chức danh Vương hậu      | Mất                  | Phu quân  | Vương hiệu |
| -------- | ---------------------- | ------------------ | -------------------- | -------------------- | ---------------- | --------------------------------- | ---------- | --------------------------------- | -------------------- | --------- | ---------- |
|          | Marie-Thérèse của Pháp | Louis XVI của Pháp | Maria Antonia của Áo | 19 tháng 12 năm 1778 | tháng 6 năm 1799 | 2 tháng 8 năm 1830 khoảng 20 phút | Không có   | 2 tháng 8 năm 1830 Chồng thoái vị | 19 tháng 10 năm 1851 | Louis XIX |            |

### Nhà Orléans
| Hình ảnh | Tên                                | Cha                          | Mẹ                    | Ngày sinh           | Kết hôn              | Ngày trở thành Vương hậu            | Đăng quang | Kết thúc chức danh Vương hậu       | Mất                 | Phu quân       | Vương hiệu |
| -------- | ---------------------------------- | ---------------------------- | --------------------- | ------------------- | -------------------- | ----------------------------------- | ---------- | ---------------------------------- | ------------------- | -------------- | ---------- |
|          | Maria Amalia của Napoli và Sicilia | Ferdinando I của Hai Sicilie | Maria Karolina của Áo | 26 tháng 4 năm 1782 | 25 tháng 11 năm 1809 | 9 tháng 8 năm 1830 Chồng đăng quang | Không có   | 24 tháng 2 năm 1848 Chồng thoái vị | 24 tháng 3 năm 1866 | Louis-Philippe |            |

## Nhà Bonaparte
| Hình ảnh | Tên                | Cha                                | Mẹ                                     | Ngày sinh          | Kết hôn             | Ngày trở thành Hoàng hậu | Đăng quang | Kết thúc chức danh Hoàng hậu          | Mất                 | Phu quân     | Hoàng hiệu |
| -------- | ------------------ | ---------------------------------- | -------------------------------------- | ------------------ | ------------------- | ------------------------ | ---------- | ------------------------------------- | ------------------- | ------------ | ---------- |
|          | Eugenia xứ Montijo | Cipriano de Palafox y Portocarrero | María Manuela Kirkpatrick de Grevignée | 5 tháng 5 năm 1826 | 30 tháng 1 năm 1853 | 30 tháng 1 năm 1853      | Không có   | 4 tháng 9 năm 1870 Chồng bị phế truất | 11 tháng 7 năm 1920 | Napoléon III |            |